# Kreis-Sparkasse Northeim
Die Kreis-Sparkasse Northeim (KSN) ist eine Sparkasse in Niedersachsen mit Sitz in Northeim. Sie ist eine Anstalt des öffentlichen Rechts.

## Geschäftsgebiet und Träger
Das Geschäftsgebiet der Kreis-Sparkasse Northeim umfasst in etwa den südlichen Teil des Landkreises Northeim: Sie unterhält Filialen in den Städten Dassel, Hardegsen, Moringen, Northeim und Uslar, den Flecken Bodenfelde und Nörten-Hardenberg sowie den Gemeinden Kalefeld und Katlenburg-Lindau.
Das Gebiet der Stadt Dassel teilt sich die Kreis-Sparkasse Northeim mit der Sparkasse Einbeck, welche dort mit einer Geschäftsstelle im Ortsteil  Markoldendorf vertreten ist, während die Kreis-Sparkasse Northeim eine Filiale in der Kernstadt Dassel betreibt. Das restliche Kreisgebiet wird durch die Sparkasse Einbeck (Stadt Einbeck ohne die Gebiete der ehemaligen Gemeinde Kreiensen) und die Braunschweigische Landessparkasse (Stadt Bad Gandersheim und Gebiete der ehemaligen Gemeinde Kreiensen innerhalb der Stadt Einbeck) abgedeckt.
Träger der Kreis-Sparkasse Northeim ist der Landkreis Northeim.

### Geschäftsstellen
Die Kreis-Sparkasse Northeim ist an insgesamt 13 Standorten in ihrem Geschäftsgebiet vertreten:

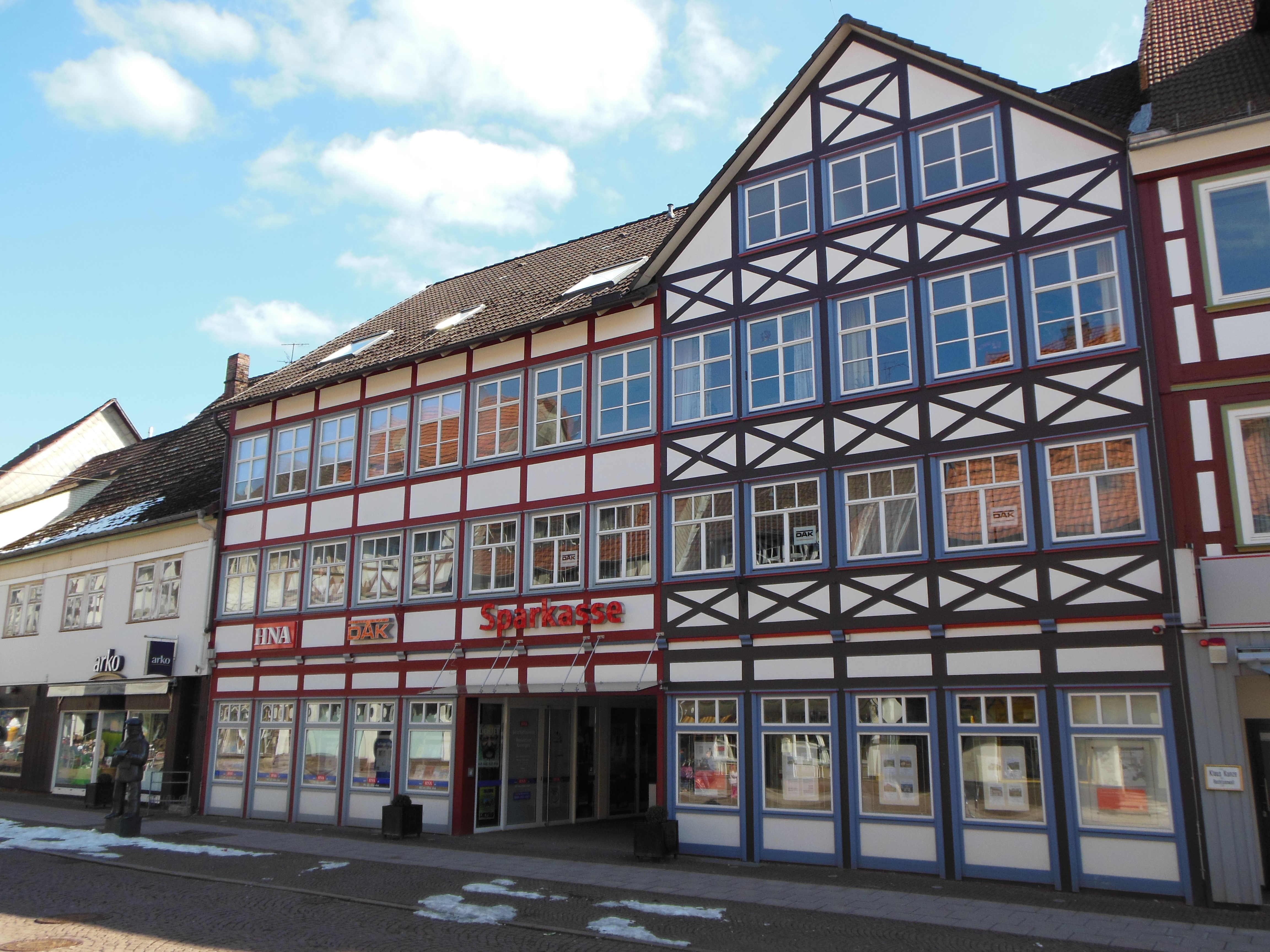
Geschäftsstelle Uslar, Lange Straße 30–32

| - Bodenfelde - Dassel - Hardegsen - Kalefeld – Echte - Katlenburg-Lindau – Katlenburg - Moringen - Nörten-Hardenberg | - Northeim, Am Münster (Hauptstelle) - Northeim, Am Sultmer - Northeim, Einbecker Landstraße (SB) - Northeim, Göttinger Straße - Uslar, Lange Straße - Uslar, Wiesenstraße (SB) |

## Geschäftszahlen
Die Kreis-Sparkasse Northeim wies im Geschäftsjahr 2023 eine Bilanzsumme von 1,667 Mrd. Euro aus und verfügte über Kundeneinlagen von 1,269 Mrd. Euro. Gemäß der Sparkassenrangliste 2023 liegt sie nach Bilanzsumme auf Rang 262. Sie unterhält 14 Filialen/Selbstbedienungsstandorte und beschäftigt 273 Mitarbeiter.

## Sparkassen-Finanzgruppe
Die Kreis-Sparkasse Northeim ist Teil der Sparkassen-Finanzgruppe und gehört damit auch ihrem Haftungsverbund an. Er sichert den Bestand der Institute und sorgt dafür, dass sie auch im Fall der Insolvenz einzelner Sparkassen alle Verbindlichkeiten erfüllen können. Die Sparkasse vermittelt Bausparverträge der regionalen Landesbausparkasse, offene Investmentfonds der Deka und Versicherungen der VGH Versicherungen. Im Bereich des Leasing arbeitet die Kreis-Sparkasse Northeim mit der  Deutschen Leasing zusammen. Die Funktion der Sparkassenzentralbank nimmt die NORD/LB wahr.

## Geschichte
Die Kreis-Sparkasse Northeim wurde am 2. November 1866 als Amts-Sparcasse gegründet. Am 6. Mai 1884 erfolgte die Umbenennung in Sparkasse des vormaligen Amts Northeim. Im Jahr 1930 nahm die Sparkasse den Namen Kreissparkasse Northeim an.
Zum 1. April 1934 wurde die Kreissparkasse Uslar übernommen. Am 1. Juli 1943 wurde die Kreissparkasse Northeim aufgrund ministerieller Verordnung Gesamtrechtsnachfolger der Stadtsparkasse Northeim. Am 1. Januar 1974 wurde die Stadtsparkasse Dassel (gegründet 10. Januar 1845) durch Fusion übernommen. Am 1. April 1979 erfolgte die bislang letzte Fusion mit der Stadtsparkasse Moringen.

## Schreibweise des Firmennamens
Die Schreibweise des Firmennamens Kreis-Sparkasse Northeim erfolgt entgegen der üblichen Schreibweise der meisten anderen Kreissparkassen mit Bindestrich.